# Nowe Ostrowite
Nowe Ostrowite (od 1986 do 1990 Ostrowite PGR, od 1990 do 31.12.2009 Ostrowite ZR) – wieś w Polsce położona w województwie pomorskim, w powiecie chojnickim, w gminie Chojnice. Została wydzielona z sołectwa Ostrowite w 1986, a pełną odrębność prawną i obecną nazwę uzyskała 1 stycznia 2010.
W latach 1986–1998 miejscowość obejmowało województwo bydgoskie.
Wieś położona jest w krajobrazie rolniczym i w gospodarce miejscowości dominuje rolnictwo. Dzieci dojeżdżają do szkoły w Lichnowach, a katolicy zamieszkali we wsi należą do parafii św. Jakuba Apostoła w Ostrowitem.

## Geneza wsi
Około 1950 w sołectwie Ostrowite w jego zachodniej części utworzono Państwowe Gospodarstwo Rolne, które dla swoich pracowników wybudowało osiedle domów wielorodzinnych. Od centrum wsi dzieliły je 3 kilometry drogi polnej, a odległość drogą utwardzoną rosła do 8 kilometrów. Powodowało to odrębność PGR od wsi. Konsekwencją tego stały się starania mieszkańców osiedla o oddzielenie się od Ostrowitego, co zostało uwieńczone uchwałą Gminnej Rady Narodowej w Chojnicach z 30 czerwca 1986, która podzieliła dotychczasowe sołectwo Ostrowite na dwa: sołectwo Ostrowite i sołectwo funkcjonujące pod nazwą Ostrowite PGR lub PGR Ostrowite. To drugie, po przemianach ustrojowych i utworzeniu na bazie dotychczasowego PGR Zakładu Rolnego Ostrowite, zaczęto od 1990 nazywać Ostrowite ZR.
Jak się okazało, błędy proceduralne spowodowały, że nowe sołectwo formalnie w Krajowym Rejestrze Urzędowego Podziału Terytorialnego Kraju TERYT cały czas miało status osady Ostrowite, a nie odrębnej wsi. W nieświadomości tego stanu rzeczy lokalne władze wytwarzały i wydawały obywatelom dokumenty zawierające nieistniejącą oficjalnie nazwę wsi, w pierwszym okresie Ostrowite PGR, a później także Ostrowite ZR. Dotyczyło to aktów stanu cywilnego, dowodów osobistych i decyzji administracyjnych.
Po odkryciu tej sytuacji, w 2008 Rada Gminy Chojnice na drodze uchwały wystąpiła, za pośrednictwem Wojewody Pomorskiego, do Ministra Spraw Wewnętrznych i Administracji o ustalenie dla oddzielonego sołectwa wybranej przez mieszkańców nazwy Nowe Ostrowite.
Minister dokonał tego w rozporządzeniu z 16 grudnia 2009, ustalając nazwę zgodnie z wnioskiem jako obowiązującą od dnia 1 stycznia 2010, kończąc w ten sposób trwający bez mała ćwierć wieku proces rozdzielania sołectw.
W dniu wejścia rozporządzenia w życie mieszkańcy uroczyście odsłonili tablicę z nową nazwą miejscowości, a kilka miesięcy później Rada Gminy Chojnice nadała sołectwu Nowe Ostrowite statut.

## Geografia

### Geologia i ukształtowanie terenu
Obszar wsi Nowe Ostrowite leży na terenie wysoczyzny morenowej Pojezierza Krajeńskiego, zbudowanej z glin zwałowych, ich zwietrzelin oraz piasków i żwirów lodowcowych. Pod nią zalegają warstwy pochodzące z górnej kredy (z mastrychtu; ok. 65-70 mln lat temu). Na głębokości 5000 m p.p.m. zalegają sfałdowane utwory, pochodzące z ordowiku i syluru. Utwory te znajdują się w niecce pomorskiej.

### Gleby
Gleby w południowej części gminy Chojnice, w której leżą Nowe Ostrowite, to gleby brunatne wyługowane i brunatne wytworzone z glin spiaszczonych oraz piasków gliniastych na glinie. W obniżeniach terenu spotyka się czarne ziemie. Występuje zjawisko erozji gleb na skutek gospodarki rolniczej, w tym wymywanie gleby i przesuszanie gleby na terenach zmeliorowanych. Gleby te są bardzo urodzajne i od czasów średniowiecza w krajobrazie dominuje rolnictwo.

### Klimat
Wieś jest położona w pomorskim regionie klimatycznym, który charakteryzuje się dużym wpływem czynników oceanicznych z racji położenia w niedalekiej odległości od Morza Bałtyckiego. Wpływa to zwłaszcza na temperaturę powietrza latem i zimą, a także na okres wegetacyjny.
Średnie roczne temperatury wynoszą około 6,5-7,0 °C. W roku są średnio 123 dni z temperaturą minimalną poniżej 0 °C, 44 dni z temperaturą maksymalną poniżej 0 °C oraz 2 dni z temperaturą maksymalną poniżej -10 °C. Średnio w roku są 22 dni o temperaturze maksymalnej co najmniej 25 °C. Najcieplejszym miesiącem w wieloleciu 1971-2000 był lipiec, w którym temperatura w omawianym okresie wynosiła 16 °C, natomiast w najzimniejszym miesiącu – styczniu, temperatura średnio nie przekraczała -2 °C.
Roczna suma opadów wynosi 600-650 mm. Największe opady występują w miesiącach letnich i zimowych, najmniejsze wiosną i jesienią. Przeważają wiatry południowo-zachodnie i zachodnie. Okres wegetacyjny ma około 205-210 dni, czyli jest relatywnie krótki, a średni opad w tym okresie wynosi około 320-380 mm.

### Hydrografia
Nowe Ostrowite jest położone w zlewni Ciechocińskiej Strugi. Jest ona dopływem Brdy, która wpływa do Wisły. Sieć hydrograficzna wsi jest uboga, natomiast z racji położenia Nowego Ostrowitego we wschodniej części Pojezierza Pomorskiego charakteryzuje się dużą liczbą małych akwenów.

## Gospodarka i infrastruktura
Powierzchnia sołectwa wynosi 628,75 hektara. W 2008 wyodrębnionych w nim było 86 lokali mieszkalnych i użytkowych, które zamieszkiwało 356 osób. Nowe Ostrowite ma inny charakter niż sąsiednie Ostrowite, m.in. posiada zabudowę wielorodzinną.

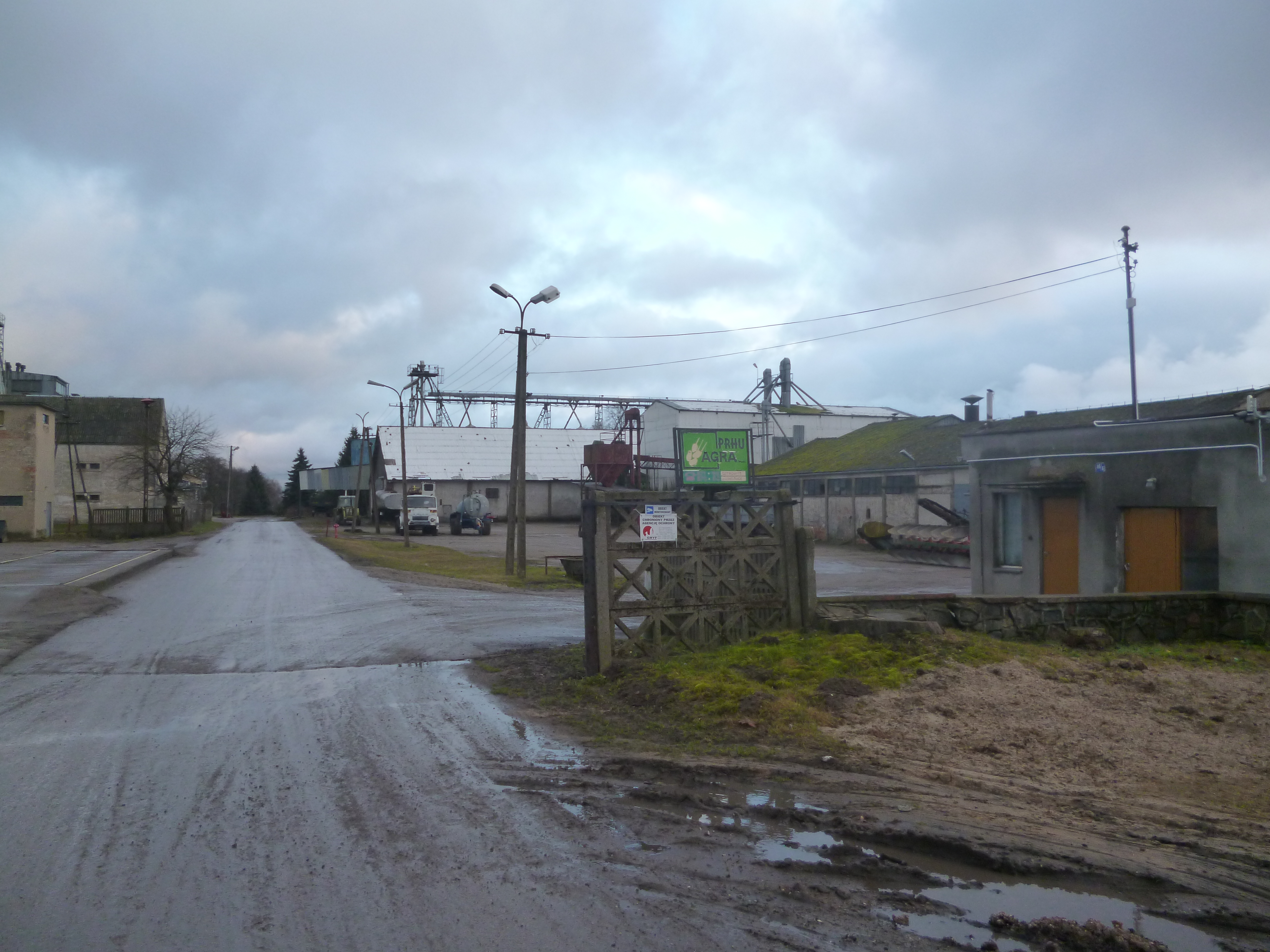
PRHU Agra w Nowym Ostrowitem

Wodę do wsi dostarcza ujęcie w Lichnowach o wydajności 80 m³/h, do którego podłączone są także inne miejscowości.
Zgodnie z przyjętą w 2002 koncepcją uporządkowania gospodarki ściekowej w Gminie Chojnice, planowano skanalizowanie Ostrowitego, przy czym kanalizacją były już wówczas objęte budynki po byłym PGR, czyli dzisiejsze Nowe Ostrowite. Zakład Rolny (dzisiejsze Przedsiębiorstwo Rolno-Handlowo-Usługowe „Agra” Sp. z o.o.) dysponował oczyszczalnią ścieków o wydajności 20 m³ na dobę w technologii mechaniczno-biologicznej, której odbiornikiem był rów melioracyjny w zlewni jeziora Piastoszyn.
W miejscowości działa od 2003 Ochotnicza Straż Pożarna.
W miejscowości prowadzi działalność Przedsiębiorstwo Rolno-Handlowo-Usługowe „Agra” Spółka z o.o., które przejęło majątek po Państwowym Gospodarstwie Rolnym i kontynuuje działalność związaną z produkcją i przetwórstwem rolnym, a także magazynowaniem zboża, dysponując w tym celu silosami. W 2008 „Agra” gospodarowała na obszarze 1000 hektarów, a w 2011 zbierała zboże z co najmniej 700 hektarów.
Na terenie gminy Chojnice, do której należy Ostrowite, nie ma znacznych źródeł zanieczyszczeń powietrza.

## Kultura, sport i edukacja
We wsi znajduje się świetlica wiejska. Rejonowa szkoła podstawowa dla dzieci z Nowego Ostrowitego znajduje się w Lichnowach.
Wierni Kościoła katolickiego z miejscowości należą do parafii św. Jakuba Apostoła w Ostrowitem, dekanat Rytel, diecezja pelplińska. We wsi od 1991 znajduje się kaplica Bożego Miłosierdzia, w której w niedziele i święta odprawiane są msze.
W miejscowości działa klub piłkarski „Agra Ostrowite” występujący w różnych sezonach w klasach A i B.